# Menegroth
Menegroth е швейцарска блек метъл група, сформирана в град Цюрих.

## Дискография
Студио албуми
- 2004 – „Helvetische Urgewalt“
- 2007 – „s/t“
- 2008 – „Menegroth/Freitod Split“
- 2009 – „Gazourmah“
- 2010 – „s/t Rerelease with Bonus“
- 2012 – „Das Rote Werk“

Демо
- 2001 – „Legend Of The Nordic Man“
- 2005 – „Kriegsmobilmachung“